# Сова-голконіг сулуйська
Сова́-голконі́г сулуйська (Ninox reyi) — вид совоподібних птахів родини совових (Strigidae). Ендемік Філіппін. Раніше вважався підвидом філіпінської сови-голконога, однак був визнаний окремим видом.

## Опис
Довжина птаха становить 20 см. Голова і верхня частина тіла коричневі, на крилах білі плямки, на плечах уривчаста біла смуга. Горло біле, нижня частина тіла оранжево-коричнева, живіт блідий. Тіло рівномірно смугасте. Очі жовті.
Голос — кудкудакання, яке починається зі швидкої серії звуків, а завершується трьома більш повільними звуками: «kukukukukuku klok-klok-klok».
Єдиною совою, ареал якої збігається з ареалом поширення сулуйської сови-голконога, є мантананійська сплюшка. Сулуйська сова-голконіг відрізняється від неї радше рудуватим, ніж сіруватим забарвленням і відсутністю чорною смуги, яка окаймлює обличчя.

## Поширення і екологія
Сулуйські сови-голконоги мешкають на островах Холо, Сіасі, Таві-Таві і Сібуту в групі островів Сулу на південному заході Філіппінського архіпелагу. Вони живуть у вологих рівнинних тропічних лісах, на узліссях і галявинах, на висоті до 700 м над рівнем моря. На Таві-Таві птахи також трапляються в зрілих мангрових лісах і в садах, поблизу людських поселень.

## Збереження
МСОП класифікує цей вид як вразливий. За оцінками дослідників, популяція сулуйських сов-голконогів становить від 1000 до 25 000 дорослих птахів, з яких близько 250—1000 дорослих птахів мешкає на Таві-Таві. Їм загрожує знищення природного середовища.